# Eviota guttata
Eviota guttata es una especie de peces de la familia de los Gobiidae en el orden de los Perciformes.

## Morfología
Los machos pueden llegar a alcanzar los 2,5 cm de longitud total.

## Distribución geográfica
Se encuentra al oeste del Océano Índico.

## Observaciones
Es inofensivo para los humanos.